# 三戸町立三戸中学校
三戸町立三戸中学校（さんのへちょうりつ さんのへちゅうがっこう）は、青森県三戸郡三戸町大字梅内にある公立中学校。

## 概要
三戸中学校は、2013年（平成25年）に三戸町立三戸小学校および三戸町立斗川小学校とともに『小中一貫三戸学園』として小中一貫教育を開始した。三戸小学校とは施設を一体化している。

## 生徒数
2020年（令和2年）5月1日時点。
| 学年 | 1年 | 2年 | 3年 | 特別支援   | 合計 |
| ---- | --- | --- | --- | ---------- | ---- |
| 学級 | 3   | 2   | 2   | 2          | 9    |
| 生徒 | 70  | 68  | 73  | 4 （内数） | 211  |

## 沿革
- 1947年（昭和22年）
  - 4月1日 - 三戸小学校校舎に併設、三戸青年学校校舎も使用し、三戸中学校発足。
  - 4月21日 - 開校式挙行。
- 1948年（昭和23年）11月20日 - 校舎第一期工事完成。
- 1949年（昭和24年）3月31日 - 新校舎第二期工事完成し、全生徒を収容。
- 1950年（昭和25年）10月20日 - 新校舎第三期工事完成。
- 1954年（昭和29年）11月29日 - 校歌制定。
- 1956年（昭和31年）
  - 6月30日 - 4教室増築。
  - 11月19日 - 校舎延べ744坪（2640平方メートル）焼失。
  - 11月26日 - 残存校舎と三戸塾・三戸高校の一部を使用し、授業再開。
- 1957年（昭和32年）
  - 10月5日 - 3学年生徒を新校舎に移転。
  - 12月21日 - 焼失した再建校舎が落成し、落成式挙行。
- 1958年（昭和33年）3月19日 - 校旗樹立。
- 1962年（昭和36年）3月31日 - 4教室増築工事完成。
- 1966年（昭和41年）5月22日 - 三戸町学校給食共同調理場（給食センター）が落成し、完成給食開始。
- 1975年（昭和50年）
  - 3月28日 - 同心町字上川原16番1号に、統合三戸中学校校舎落成式挙行。
  - 4月1日 - 斗川中学校・猿辺中学校を統合。
  - 4月8日 - (旧)三戸・斗川・猿辺の3中学校統合による(新)三戸中学校開校式と入学式を挙行。
  - 8月29日 - 統合三戸中学校落成式挙行。
- 1997年（平成9年）4月1日 - 大舌中学校を統合。
- 2013年（平成25年）
  - 1月26日 - 三戸中学校校舎お別れ式典。
  - 4月1日 - 三戸小学校敷地に移転、小中一貫三戸学園開校。